# Billy Taylor (pianist)
Billy Taylor (Greenville (North Carolina), 24 juli 1921 - Manhattan (New York), 28 december 2010), geboren als William Edward Taylor Jr. en ook wel bekend als Dr. Taylor, was een Amerikaans jazzpianist en -componist. Hij was tevens werkzaam als radio- en televisiemaker. Als docent fungeerde hij met zijn lezingen en (gast)colleges als "ambassadeur van de jazz".

## Biografie

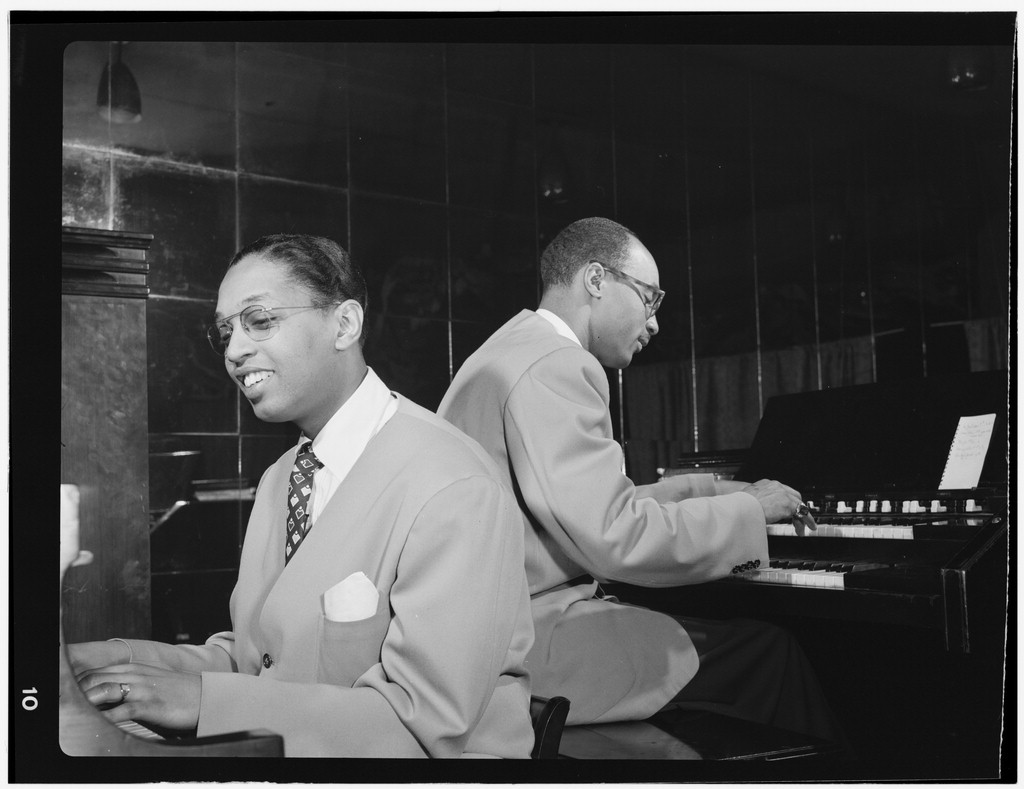
Taylor (links) en collegapianist Bob Wyatt in New York in de jaren veertig.

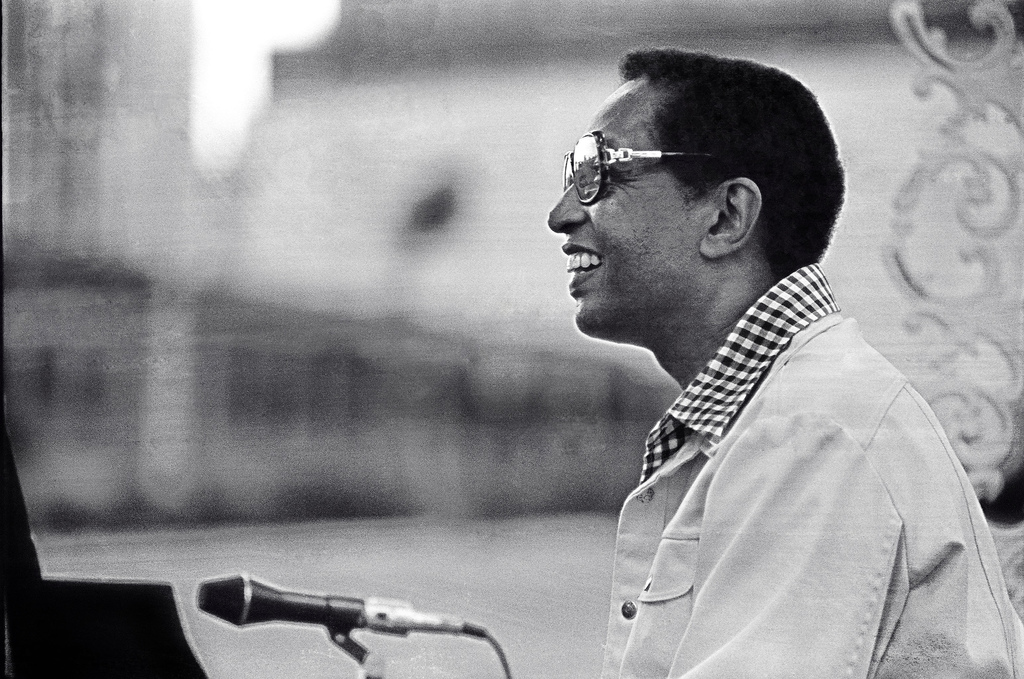
Taylor tijdens een concert dat in 1977 werd georganiseerd door Jazzmobile.

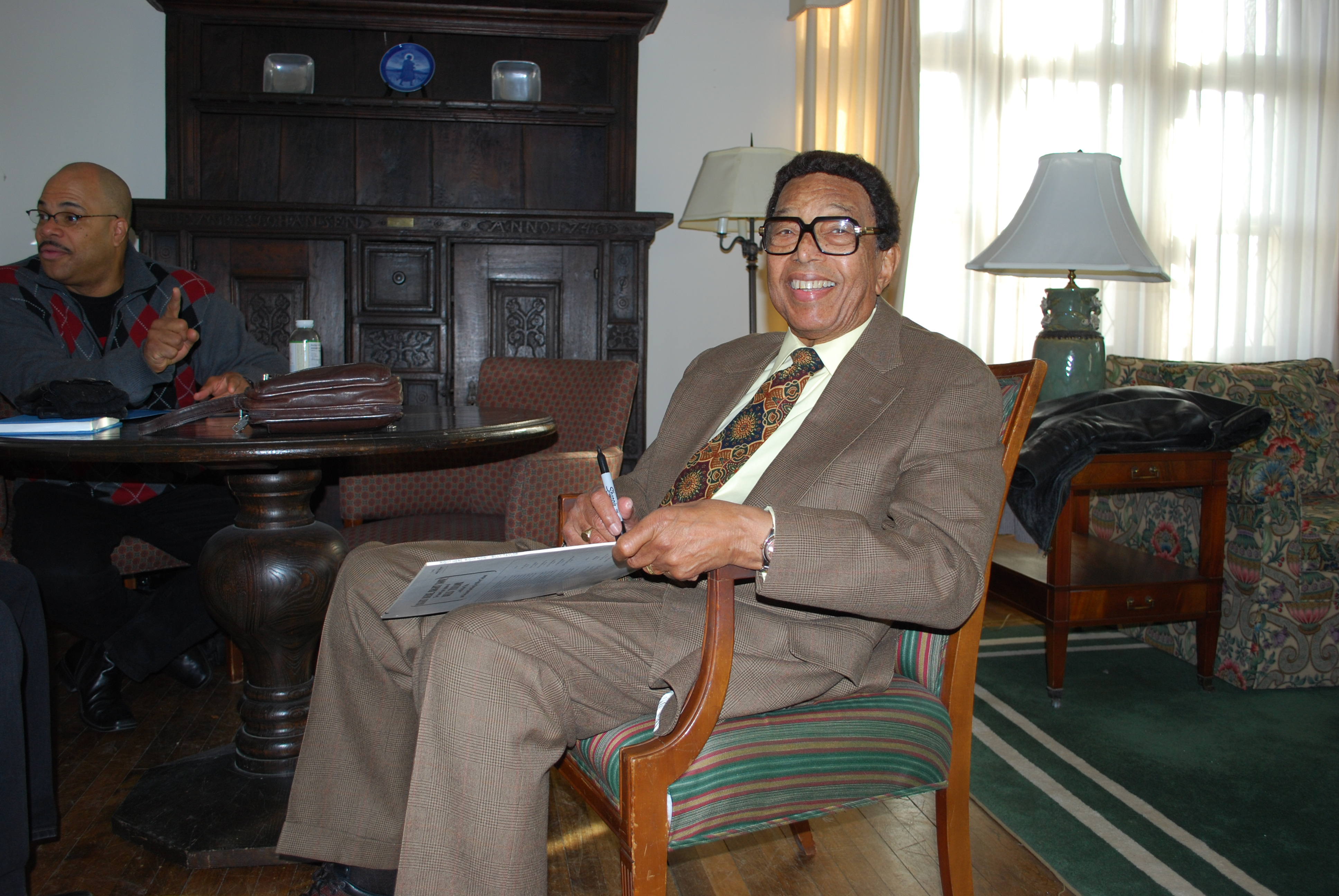
Taylor voor aanvang van het optreden met het Amerikaanse VocalEssence.

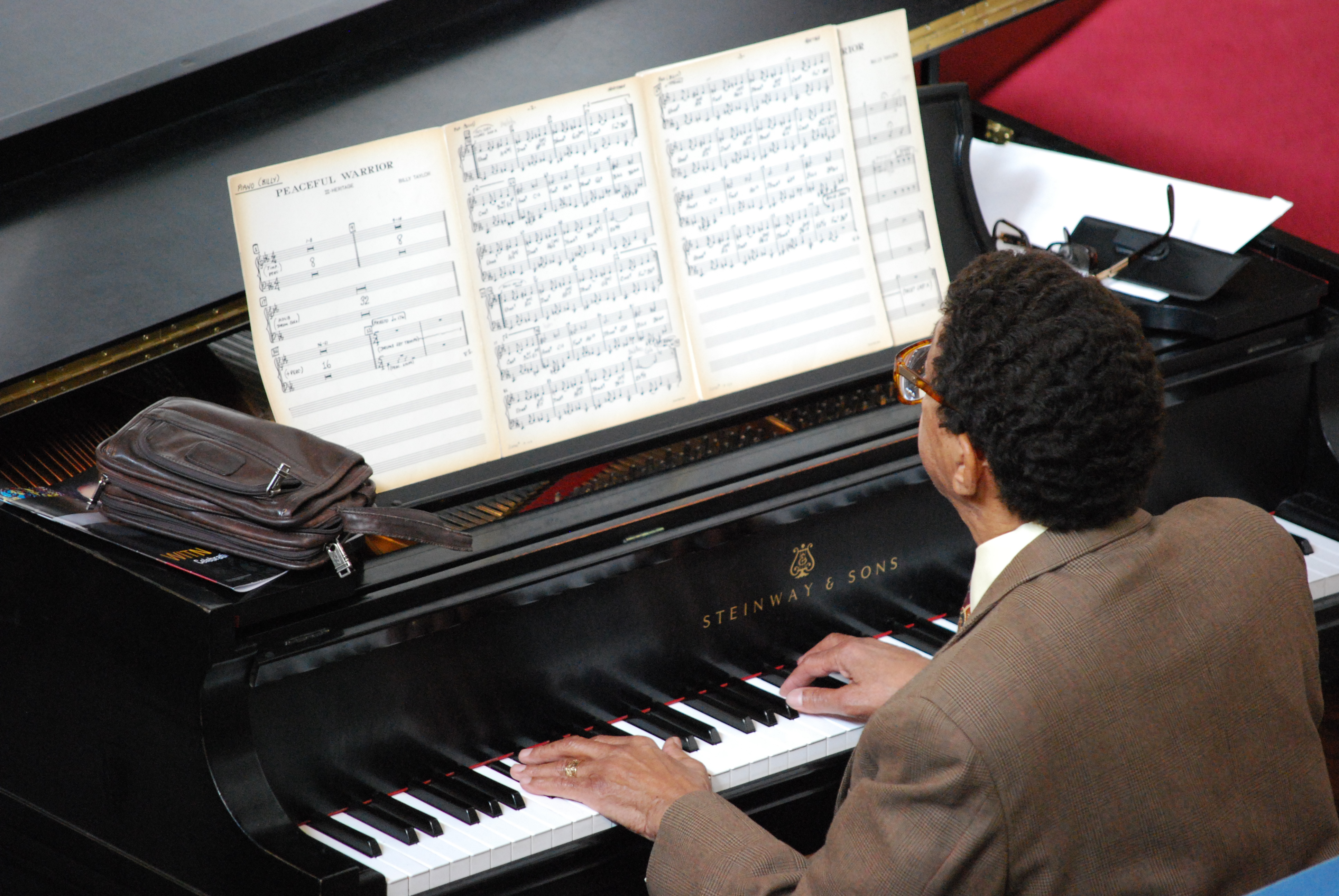
Taylor speelde op 13 februari 2009 het door hem gecomponeerde nummer "Peaceful Warrior" met het orkest en koor van VocalEssence.

Taylor werd geboren in Greenville als de zoon van William Taylor, een tandarts, en Antoinette, een lerares. Hij verhuisde op vijfjarige leeftijd naar Washington. Daar ontmoette hij een jeugdvriend van Duke Ellington, Henry Grant, die hem met jazz liet kennismaken. Twee jaar later, toen hij zeven jaar oud was, kreeg Taylor van een oom zijn eerste pianolessen.
Zijn eerste professionele optreden gaf Taylor op dertienjarige leeftijd in de kleine jazzclub The Republic Gardens in de wijk U Street Corridor in Washington. In 1942 behaalde hij een diploma in sociologie aan de staatsuniversiteit van Virginia.
Hij verhuisde in 1944 naar New York. Reeds twee dagen na aankomst voegde hij zich bij de band van saxofonist Ben Webster. Taylor werkte van 1949 tot 1951 als vaste pianist in Birdland, een jazzclub van Charlie Parker. Taylor woonde niet ver van Minton's Playhouse. In deze jazzclub jamde hij onder anderen met Dizzy Gillespie en Don Byas. In 1949 schreef Taylor zijn eerste boek, over de verschillende bebopstijlen. In 1951 richtte hij de jazzgroep The Billy Taylor Trio op. In dit verband speelde hij met onder anderen Charles Mingus, Oscar Pettiford en Billy Cobham.
Taylor componeerde in 1954 samen met tekstschrijver Dick Dallas het lied "I Wish I Knew How it Would Feel to be Free", dat Nina Simone in 1967 opnam voor haar album Silk and Soul. Sinds 1972 wordt een instrumentale versie van dit nummer gebruikt als intromuziek voor The Film programme, een wekelijks televisieprogramma van de BBC waarin films worden gerecenseerd. In 1965 zorgde hij samen met Daphne Arnstein voor de verwezenlijking van Jazzmobile, een organisatie die gratis jazzconcerten in achterstandswijken verzorgde.
In 1975 behaalde Taylor een PhD in muzikale educatie aan de University of Massachusetts Amherst.
In het najaar van 1982 verscheen Taylor Made Piano, een boek waarin Taylor de geschiedenis van jazz beschrijft. In 1983 won hij een Emmy Award voor zijn reportage over Quincy Jones, die hij maakte in het kader van het televisieprogramma CBS News Sunday Morning.
In de jaren negentig werd Taylor op muzikaal vlak weer actiever. Hij stichtte in 1989 samen met Ann Ruckert, Herb Storfer en Phoebe Jacobs de Jazz Foundation of America. In hetzelfde jaar richtte hij zijn eigen platenlabel op, genaamd Taylor Made. Met die label bracht hij vier van zijn platen uit.
In 1992 kreeg hij de National Medal of Arts onderscheiden door toenmalig Amerikaans president George H.W. Bush.
Sinds 1994 werkte Taylor voor het Kennedy Center als artistiek directeur. In 1996 verzorgde Taylor de titelsong voor de dramafilm Ghosts of Mississippi. De laatste twee albums van Taylor werden uitgegeven door Soundpost Records, een label dat hij in de late jaren negentig oprichtte.
In 2006 verscheen de door Brett Primack geregisseerde biografische film Billy Taylor: American Hero.
Taylor overleed in 2010 op 89-jarige leeftijd aan een hartstilstand.

## Discografie
- 1945: Billy Taylor Piano (Savoy)
- 1953: Billy Taylor Trio (Prestige)
- 1954: Cross-Section (Prestige)
- 1954: Billy Taylor Trio met Candido (Prestige)
- 1955: A Touch Of Taylor (Prestige)
- 1956: Evergreens (ABC-Paramout)
- 1956: at the London House (ABC-Paramount)
- 1956: Cross Section (Prestige)
- 1957: Introduces Ira Sullivan (ABC-Paramount)
- 1957: My Fair Lady Loves Jazz (Impulse!)
- 1959: The New Trio (Argo)
- 1959: Taylor Made Flute (Argo)
- 1959: Custom Taylored (SeSac)
- 1959: Billy Taylor met Four Flutes (Riverside, met Herbie Mann, Jerome Richardson en Frank Wess)
- 1960: One For Fun (Atlantic)
- 1960: Billy Taylor Trio Uptown (Riverside)
- 1960: Warming Up (Riverside)
- 1961: Interlude (Moodsville)
- 1962: Impromptu (Mercury)
- 1963: Right Here, Right Now (Capitol)
- 1965: Midnight Piano (Capitol)
- 1966: Easy Life (Surrey)
- 1968: I Wish I Knew How It Would Feel To Be Free (Tower)
- 1969: A Sleeping Bee (Pausa MPS)
- 1970: Ok Billy (Bell)
- 1977: Jazz Live (Monmouth Evergreen)
- 1977: Live at Storyville (West 54 Records)
- 1981: Met Joe Kennedy Where've You Been (Concord Jazz)
- 1985: You Tempt Me (Taylor-Made, 1989)
- 1988: White Nights And Jazz In Leningrad (Taylor-Made)
- 1989: Solo (Taylor-Made)
- 1989: Billy Taylor And The Jazzmobile All Stars (Taylor-Made)
- 1991: White Nights and Jazz in Leningrad (Taylor-Made)
- 1992: Dr. T met Gerry Mulligan (GRP)
- 1993: Live at MCG met Gerry Mulligan, Carl Allen, Chip Jackson
- 1993: It's a Matter of Pride (GRP)
- 1995: Homage (GRP)
- 1997: The Music Keeps Us Young (Arkadia Jazz, Chip Jackson, Steve Johns)
- 1999: Ten Fingers - One Voice (Arkadia Jazz)
- 1999: Taylor Made at the Kennedy Center met Dee Dee Bridgewater en Kennedy Center Jazz
- 2001: Urban Griot (Soundspot)
- 2002: Live at AJE New York (Soundspot)